# روي كلارك
هذه المقالة تتحدث عن اللاعب، أما عن المغني أنظر روي كلارك (مغني)
روي كلارك (بالإنجليزية: Roy Clarke (footballer))‏؛ (مواليد 1 يونيو 1925 - الوفاة 13 مارس 2006) هو مدرب ولاعب كرة قدم ويلزي سابق بدأ مسيرته التدريبية عام 1963. ، اختتم مسيرته كمدرب عام 1964. بدأ مسيرته كلاعب عام 1942 مع ألبيون روفرز. وكان يلعب كلاعب وسط